# Rue Louis-Auguste-Blanqui
La rue Louis-Auguste-Blanqui, est un axe de communication de Bondy.

## Situation et accès

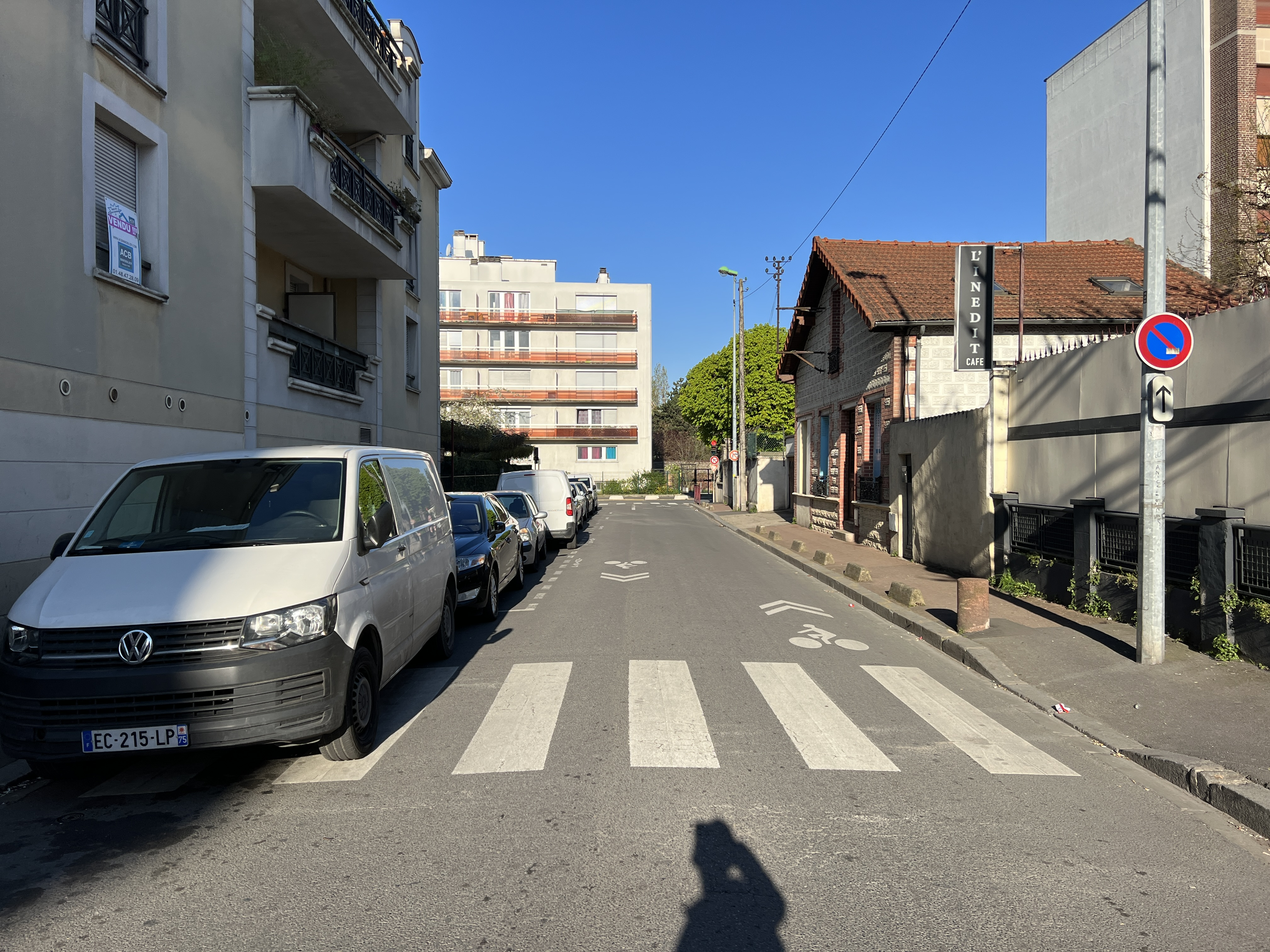
La rue en avril 2022, à son extrémité ouest.

Cette rue est desservie par la gare de Bondy et la gare des Coquetiers.
Elle croise entre autres l'avenue de la République.
Elle se termine au croisement de l'avenue Anatole-France et de la rue Jean-Fallay.

## Origine du nom

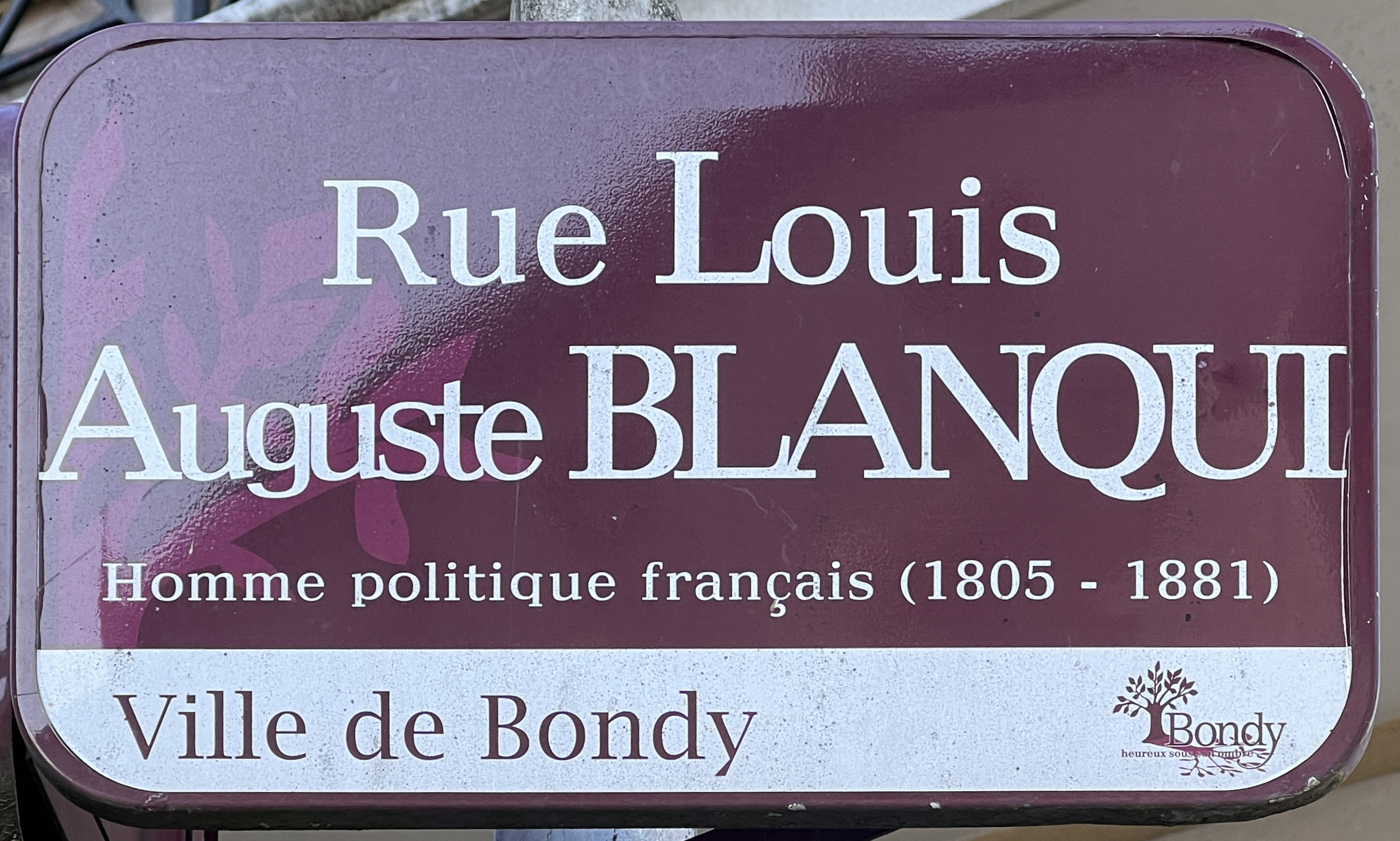
Plaque de la rue.

Elle fait partie des nombreux axes de la ville renommés entre 1920 et 1924 afin d'afficher les convictions politiques et sociales de la commune, ici en hommage à Auguste Blanqui (1805-1879), révolutionnaire socialiste français.

## Historique

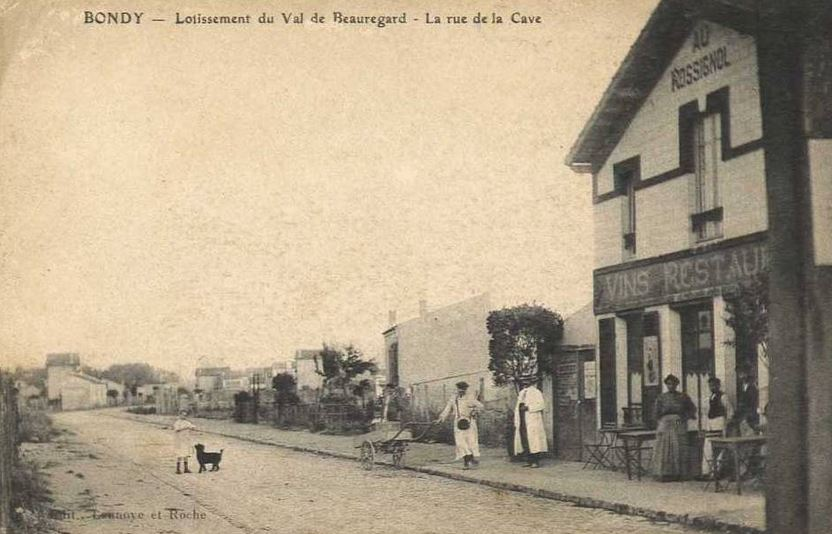
Rue de la Cave, lotissement du Val de Beauregard, vers 1900.

Cette voie de circulation s'appelait autrefois rue de la Cave, appellation mentionnée dès 1878.
Le 20 novembre 1957, eut lieu dans le pavillon situé au no 2, un règlement de comptes entre le Mouvement National Algérien et le Front de Libération National, lorsqu'y furent découverts six hommes tués et deux autres blessés par arme à feu,.

## Bâtiments remarquables et lieux de mémoire
- Église Saint-Augustin-des-Coquetiers, construite en 1932[6]
- La Cité Blanqui[7], d'où a été créé, en 2005, le Bondy Blog.